# ローレル指数
ローレル指数（）はヒトの肥満の程度を表す体格指数。フリッツ・ローラーによって提唱され、原音に近い表記は「ローラー」となる。

## 計算式
体重が{\displaystyle w}(kg)、身長が{\displaystyle h}(m)の人のローレル指数 {\displaystyle R} は、
{\displaystyle R={\frac {w}{h^{3}}}\times {10}}
で表される。例えば身長が {\displaystyle 140\mathrm {cm} }（{\displaystyle 1.4\mathrm {m} }）で、体重が {\displaystyle 35\mathrm {kg} } の場合、
{\displaystyle R={\frac {35\mathrm {kg} }{(1.4\mathrm {m} )^{3}}}\times {10}={\frac {350\mathrm {kg} }{2.744\mathrm {m} ^{3}}}\fallingdotseq 127.6\mathrm {kg} /\mathrm {m} ^{3}}
となる。
ローレル指数が {\displaystyle 130\mathrm {kg} /\mathrm {m} ^{3}} 程度で標準的な体型とされ、{\displaystyle \pm {}15\mathrm {kg} /\mathrm {m} ^{3}} 程度に収まっていれば標準とされる。また、{\displaystyle +30\mathrm {kg} /\mathrm {m} ^{3}} 以上となると太りすぎ、{\displaystyle -30\mathrm {kg} /\mathrm {m} ^{3}} 以下となると痩せすぎと判断される。肥満の判定基準は160以上で、一般には {\displaystyle 120\mathrm {kg} /\mathrm {m} ^{3}} から {\displaystyle 130\mathrm {kg} /\mathrm {m} ^{3}} までが正常とされている。
日本では小児の体格判定に用いられてきたが、身長の影響を大きく受けるため、年齢や性別によって標準値が変動するという欠点がある。6歳から10歳では {\displaystyle 120\mathrm {kg} /\mathrm {m} ^{3}} から {\displaystyle 140\mathrm {kg} /\mathrm {m} ^{3}}まで、10歳から12歳では {\displaystyle 110\mathrm {kg} /\mathrm {m} ^{3}} から {\displaystyle 135\mathrm {kg} /\mathrm {m} ^{3}} までぐらいを呈する。

## ボディマス指数
ヒトの肥満の度合いの指数には他にボディマス指数（BMI）がある。